# Darius Butler
Darius J. Butler (* 18. března 1986 ve Fort Lauderdale, stát Florida) je hráč amerického fotbalu nastupující na pozici Cornerbacka za tým Indianapolis Colts v National Football League. Univerzitní fotbal hrál za University of Connecticut, poté byl vybrán ve druhém kole Draftu NFL 2009 týmem New England Patriots.

## Vysoká škola a univerzita
Butler navštěvoval Coral Springs Charter School v Coral Springs na Floridě, kde hrál basketbal a americký fotbal na pozicích Quarterbacka a Safetyho. Poté přestupuje na University of Connecticut, kde je čtyři sezóny startujícím hráčem a dvě kapitánem týmu. Jeho hlavní pozicí je Cornerback, ale občas zaskakuje jako Kickoff returner a Wide receiver. Během první sezóny 2005 je dvakrát jmenován defenzivním hráčem týdne konference Big East, přičemž jednou, v utkání proti Army Black Knights, zachytí tři interceptiony a vrátí je pro 122 yardů a 1 touchdown. Jednou je také jmenován hráčem special teamu týdne konference Big East poté, co 26. listopadu v utkání proti University of South Florida vrací 90 yardovým během míč do touchdownu. Za své výkony v posledním roce 2008 je nominován do all-stars týmu konference, přestože nezachytí ani jednu interception. Během celé kariéry v University of Connecticut nastoupí do 43 zápasů, připíše si 180 tacklů, 10 interceptionů pro 213 yardů a 2 touchdowny. Kromě toho zaznamená 3 další touchdowny: jeden z kickoffu, jeden běhový a jeden zachycený.

## Profesionální kariéra
| Parametry před draftem |           |        |        |        |        |          |          |                 |           |
| Výška                  | Váha      | 40 yd  | 10 yd  | 20 yd  | 20 ss  | 3 kužely | Vert     | Broad           | Wonderlic |
| 5 stop 10 palců        | 183 liber | 4.41 s | 1.46 s | 2.56 s | 4.18 s | 6.92 s   | 43 palců | 11 stop 2 palce | 24        |

### New England Patriots
Darius Butler byl vybrán ve druhém kole Draftu NFL 2009 na 41. místě celkově týmem New England Patriots, 10. července 2009 zde také podepsal čtyřletou smlouvu na garantovaných 2,1 milionu dolarů. Hned v prvním utkání kariéry v NFL proti Tennessee Titans si připisuje interception, ve druhém proti Tampě Bay Buccaneers rovněž. 3. ledna 2010 proti Houstonu Texans zaznamenává 91-yardovou interception vrácenou do touchdownu. Celkem sezónu zakončí s bilancí čtrnácti startů (5x jako startující Cornerback), tří interception, 35 tackklů a 8 ubráněných bodů.
Na začátku sezóny 2010 startuje v prvních dvou zápasech včetně porážky Patriots od New York Jets. V tomto utkání Butler nezabrání touchdownové přihrávce a v jiném drivu se dvakrát dopustí offesive pass interference. Další týden po něm pozici startujícího hráče přebírá Kyle Arrington a Butler není ani součásti defenzivních formací. Po zdravotní pauze od 10. týdnu se vrací jako Nickel cornerback v 13. týdnu proti Jets. Celkem odehraje za sezónu patnáct zápasů, zaznamená 23 tacklů a 6 ubráněných bodů. 6. září 2011 je Patriots propuštěn.

### Carolina Panthers
6. září 2011 podepisuje smlouvu s Carolinou Panthers a v následující sezóně odehraje 15 utkání, ve kterých si připíše 35 tacklů (5 asistovaných) a 7 ubráněných bodů. 31. srpna 2012 je Panthers propuštěn.

### Indianapolis Colts
25. září 2012 podepisuje Butler jako volný hráč smlouvu s Indianapolis Colts a první start v novém dresu zaznamenává 7. října ve vítězném utkání proti Green Bay Packers. Pozici startujícího Cornerbacka získává na čtyři zápasy počínaje 10. týdnem proti Jacksonville Jaguars, ve kterém si zachytává 2 interceptiony a jednu vrací do touchdownu. Od 14. týdne již není startujícím hráčem, nicméně jak proti Tennessee Titans, tak Kansas City Chiefs zaznamená interception. 12. března 2013 prodlužuje kontrakt s Colts o dva roky a následující sezónu zaznamená kariérní maxima 54 tacklů (10 asistovaných), 15 zablokovaných přihrávek a 4 interceptiony. Ročník 2014 již nemá tak dobrý a proto ztrácí pozici startujícího hráče na úkor Grega Tolera, nicméně 8. března 2015 podepisuje s Colts novou smlouvu.